# ラブ×ドック
『ラブ×ドック』は、2018年5月11日に公開された日本映画。主演は、映画単独初主演となる吉田羊。監督は、映画初監督となる鈴木おさむ。

## キャスト
- 剛田飛鳥：吉田羊[1]
- 花田聖矢：野村周平[1]
- 細谷千種：大久保佳代子[2]
- 野村俊介：玉木宏[1]
- 淡井淳治：吉田鋼太郎（特別出演）[1]
- 冬木玲子：広末涼子[2]
- 桜木美木：成田凌[2]
- 権田健一：篠原篤[1]
- 上田美咲：唐田えりか[2]
- CM出演歌手：大友康平[3]
- 解説：福井謙二（声の出演）[3]
- 卓球バーの店長：川畑要（CHEMISTRY）[2]
- 山根龍一：山田純大[4]
- 大木：音尾琢真[2][4]
- 熱帯魚屋の店長：大鶴義丹[4]
- 観光協会のスタッフ：大島優子（友情出演）[3][5]
- 石原：今田耕司（友情出演）[3][5]
- 卓球バーのカップル：柳美稀[3]
- 卓球バーのカップル：北村諒[3]
- 若手刑事：廣瀬智紀[3]
- 橋のカップル：戸塚純貴[3]
- 聖矢の元カノ：小宮有紗[3]
- 淡井の妻：森下ひさえ[3]
- 不倫された女：町田マリー[3]
- 観光協会のスタッフ：早出明弘[3]
- 橋のカップル：井上史乃
- 千種の元夫：崇勲
- 細谷能子：中西紅葉
- アナウンサー：中島めぐみ（関西テレビ）
- 本人：フィッシャーズ

## スタッフ
- 脚本・脚本 - 鈴木おさむ[6]
- アートディレクション - 飯田かずな[6]
- 撮影 - 大嶋俊之[3]
- 美術 - 原田恭明[3]
- アートアクアリウムプロデュース - 木村英智[6]
- フェイククリームアート - 渡辺おさむ[6]
- 編集 - 森下博昭[3]
- キャスティング - 中元浩司[3]
- 音響効果 - 柴崎憲治[3]
- 音楽 - 倉内達矢[3]
- 照明 - 島田裕介[3]
- 装飾 - 中村三五[3]
- スタイリスト - 伊島れいか[3]
- ヘアメイク - イガリシノブ（BEAUTRIUM）[6]
- 録音 - 室薗剛[3]
- スクリプター - 和田彩[3]
- 助監督 - 高橋正弥[3]
- タイトルデザイン - Shogo Sekine[6]
- 製菓監修･指導 - 永井紀之（Noliette）[6]
- ミュージックディレクション - 加藤ミリヤ[6]
- 主題歌 - 加藤ミリヤ「ROMANCE」（作詞･作曲：Miliyah、プロデュース･編曲：Shingo.S）[6]
- エグゼクティブプロデューサー - 豊島雅郎、古稀英希[6]
- 企画・プロデューサー - 山田雅子[6]
- プロデューサー - 池田篤史[6]
- 製作 - 佐野真之、岡田美穂、水野道訓、中村家久、藤田晋、千代勝美、入江清彦、片岡尚、高橋一仁[6]
- 制作・配給 - アスミック・エース[6]
- 制作協力 -  ラナピオン
- 製作 - 「ラブ×ドック」製作委員会（アスミック・エース、関西テレビ放送、ソニー・ミュージックエンタテインメント、住友商事、Abema TV、エフエム東京、TBSラジオ、イオンエンターテイメント、サンライズプロモーション東京）[7]